# Noakhali Sadar
Noakhali Sadar è un sottodistretto (upazila) del Bangladesh situato nel distretto di Noakhali, divisione di Chittagong. Si estende su una superficie di 336,06 km² e conta una popolazione di 525.934 abitanti (dato censimento 1991).